# Autoreisezug

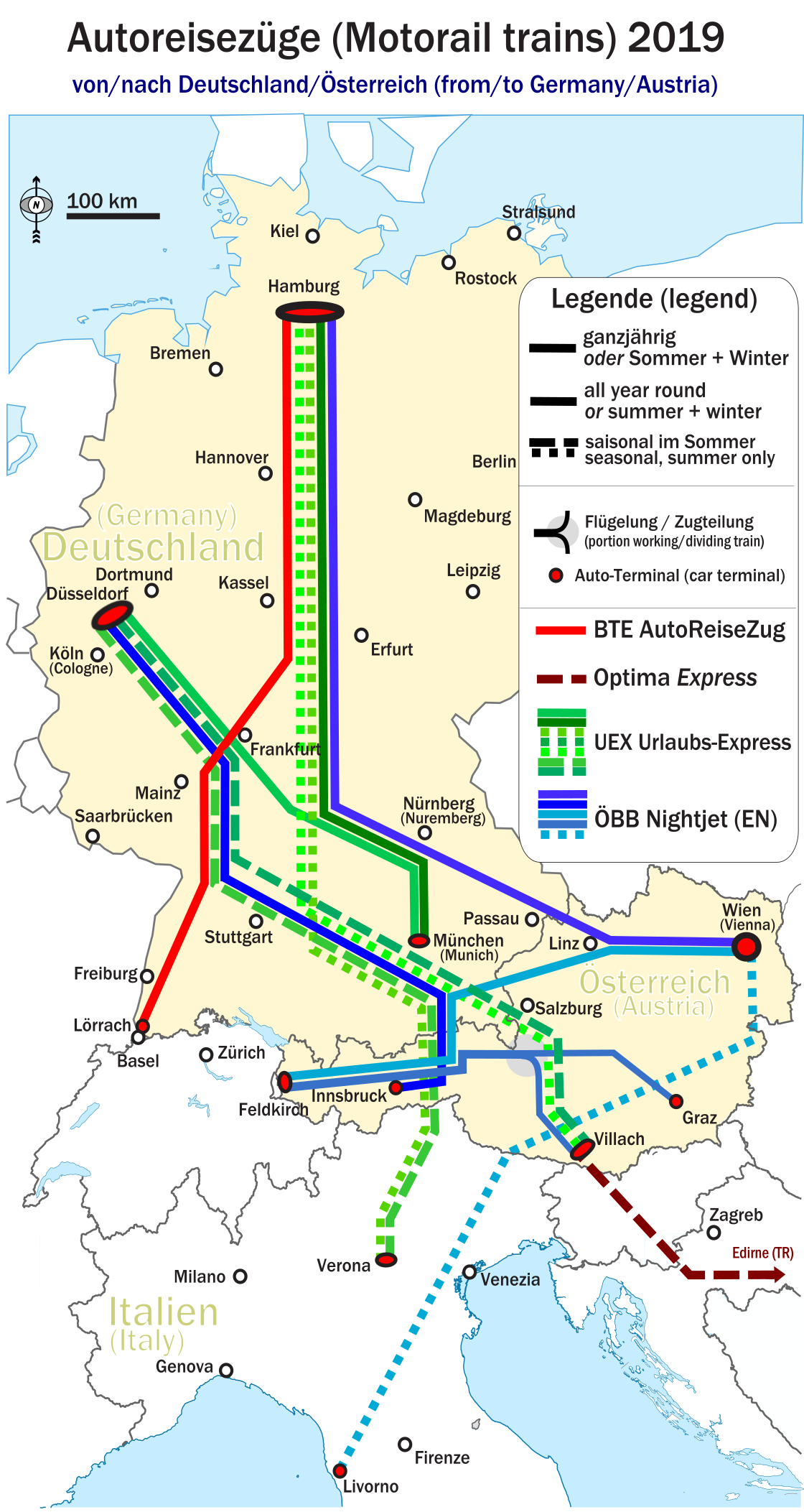
Linien der Autoreisezüge in Deutschland und Österreich mit Stand Dezember 2018

Ein Autoreisezug, abgekürzt ARZ, AZ oder früher auch AE, ist eine Zuggattung des Schienenpersonenfernverkehrs. Hierbei handelt es sich um spezielle Reisezüge, die von bestimmten Eisenbahngesellschaften auf längeren Reisestrecken angeboten werden. Neben Personen befördern sie in speziellen Autoreisezugwagen auch die Personenkraftwagen beziehungsweise Motorräder der mitreisenden Passagiere. Autoreisezüge sind zu unterscheiden von Autoverladung auf kurzen Strecken.

## Einsatzbereiche
Ein Autoreisezug ist nicht mit einer Autoverladung zu verwechseln, bei der die Fahrer üblicherweise im Wagen sitzen bleiben und nur über relativ kurze Strecken im Pendelverkehr transportiert werden. Je nach Betreiber und Strecke ergeben sich Besonderheiten der Einsatzbereiche; beispielsweise Kurzstrecken für Tunneltransporte. Autoreisezüge werden dagegen für den Transport von Bahnreisenden und ihren Fahrzeugen über längere Strecken eingesetzt, auf manchen Strecken über mehr als 24 Stunden am Stück.
Transportmöglichkeiten in Autoreisezügen sind für diverse Fahrzeugtypen (Motorrad bis Wohnmobil) vorhanden. In der Regel verfügen die Züge zusätzlich zu den normalen Reisezugwagen über Liege-, Schlaf- und Speisewagen. Autoreisezüge verbinden die Metropolen meist über Nacht mit beliebten Ferienregionen, sodass man ausgeruht am nächsten Morgen an seinem Zielort ankommt. Vereinzelt wurden auch Tagesverbindungen zwischen Ballungszentren angeboten. Durch wenige Zwischenstopps wird eine hohe Reisegeschwindigkeit erreicht. Es gibt auch normale Reisezüge, die in einem bestimmten Abschnitt Autotransportwagen mitführen.

## Autoreisezüge von und nach Deutschland
2022/23 gibt es Autoreisezüge dreier Anbieter, die von und nach bzw. innerhalb Deutschlands verkehren. Bis auf eine Verbindung sind sämtliche Autoreisezüge, die in Deutschland fahren, Nachtzüge mit Schlaf- und Liegewagen, in denen die Fahrer und ihre Mitreisenden übernachten können. Die Preisgestaltung variiert stark, abhängig von Buchungstagen und Sonderangeboten. Der Fahrpreis für eine Person ist meist im Preis für den Fahrzeugtransport enthalten.

### ÖBB Nightjet
Seit Ende 2023 bieten die ÖBB keine Fahrzeugmitnahme mehr nach Deutschland an. Ursprünglich boten sie mit ihren Nachtzügen (Nightjet) mehrmals die Woche Fahrten von Hamburg-Altona und Düsseldorf jeweils nach Wien und Innsbruck an. In Gegenrichtung galt dies analog. Alle Fahrten waren grenzüberschreitend zwischen Deutschland und Österreich. Dieses Angebot wurde Ende 2017 umgestellt. Seither wurden nur noch Fahrten von Hamburg-Altona nach Wien und von Düsseldorf nach Innsbruck angeboten, dafür aber täglich und auch in Gegenrichtung. Später wurden die Route nochmals auf nur noch eine tägliche Verbindung gekürzt, die Fahrzeugmitnahme war seither nur mehr saisonal zwischen Hamburg-Altona und Innsbruck möglich. Auch diese letzte Route wurde Ende 2023 mit Umstellung auf die neuen Nightjet-Wagen eingestellt.

### BTE AutoReiseZug
Die Nürnberger BahnTouristikExpress GmbH führte den traditionsreichen Autoreisezug Hamburg-Altona–Lörrach in Eigenregie fort. Diese Verbindung war die einzige ganzjährige Autoreisezugverbindung zwischen zwei deutschen Zielen. Zur Erstfahrt am 16. Dezember 2016 von Hamburg-Altona nach Lörrach transportierte der so genannte „BTE AutoReiseZug“ ca. 40 Fahrzeuge mit 80 Personen. Derselbe Zug wies zeitweise zusätzliche Reservierungskontingente (ohne Fahrzeugmitnahme) bei Flixtrain als reiner Nachtzug mit zusätzlichen Haltebahnhöfen auf, diese Kooperation wurde jedoch eingestellt.
- Hamburg-Altona–Lörrach (Winter (Oktober, Dezember, Januar) & gesamtes Sommerhalbjahr mit bis zu 5× die Woche)

### Train4you Urlaubs-Express
Saisonale und bi-saisonale Züge ab Hamburg-Altona wurden erstmals ab 2017 unter der Bezeichnung Urlaubs-Express von der Kölner Train4you nach Lörrach, München Ost, Villach und Verona angeboten. Im Jahr 2018 wurde eine Verbindung ab Düsseldorf eingeführt und 2019 auf Verbindungen zu drei Zielen deutlich ausgebaut. Hingegen wurde eine noch 2018 existierende Verbindung von Hamburg-Altona nach Innsbruck im Jahr 2019 nicht mehr weitergeführt, 2023 aber wieder angeboten. Dafür entfielen die saisonalen Verbindungen von Düsseldorf und Hamburg nach Villach und Verona. Die Verbindung Düsseldorf–München Ost wird nur im Sommer und als einziger Autoreisezug Deutschlands am Tage gefahren und nicht als Nachtzug. Folgende Verbindungen werden mit Stand 2023 angeboten:
- Hamburg-Altona–Lörrach (ganzjährig, in Kooperation mit dem BTE AutoReiseZug)
- Hamburg-Altona–Innsbruck
- Hamburg-Altona–München Ost (ganzjährig)
- Düsseldorf–München Ost (ganzjährig)
- Düsseldorf–Innsbruck

## Geschichte deutscher Autoreisezüge

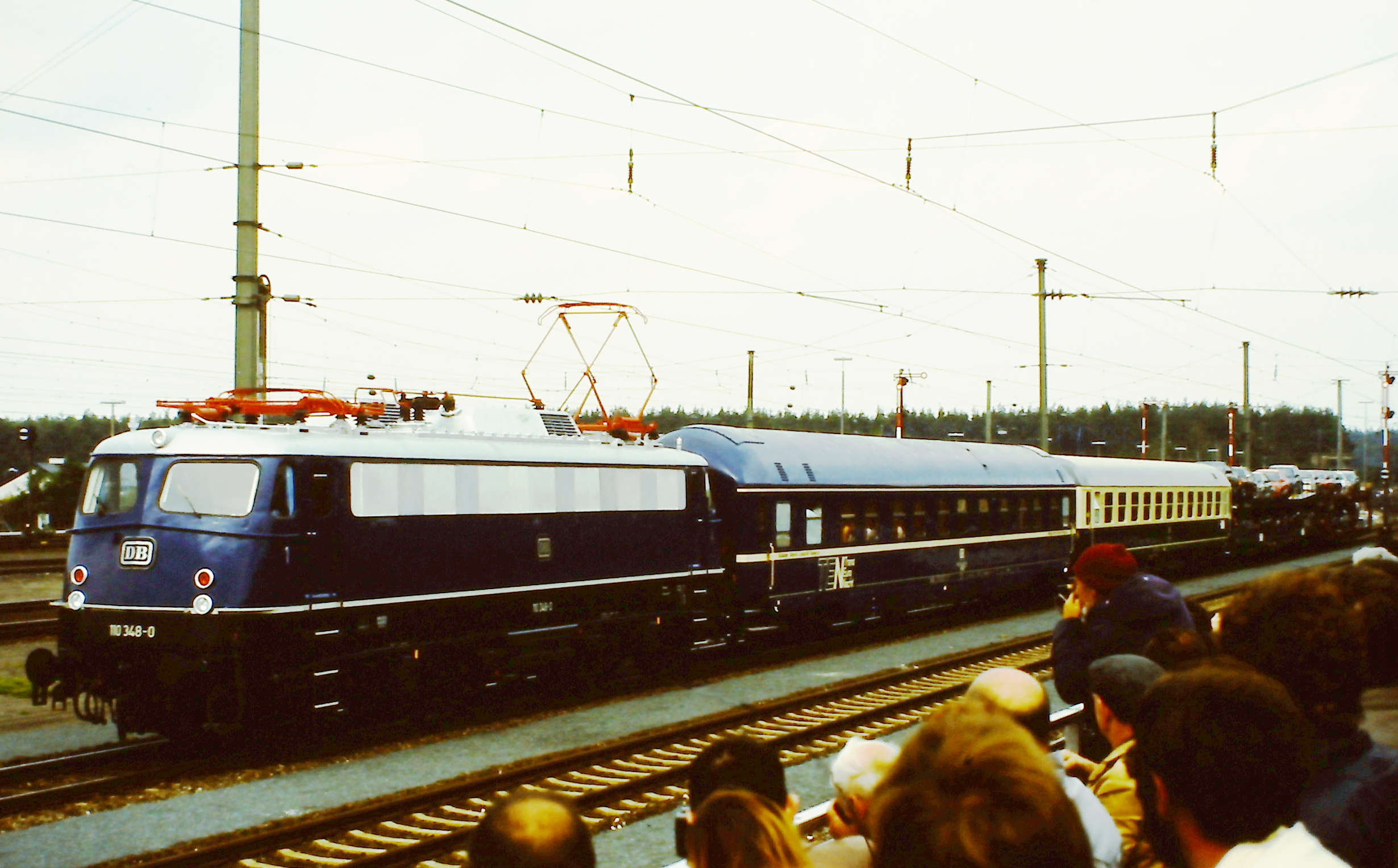
110 348 mit Autozug in der Jubiläumsparade 150 Jahre deutsche Eisenbahn in Nürnberg

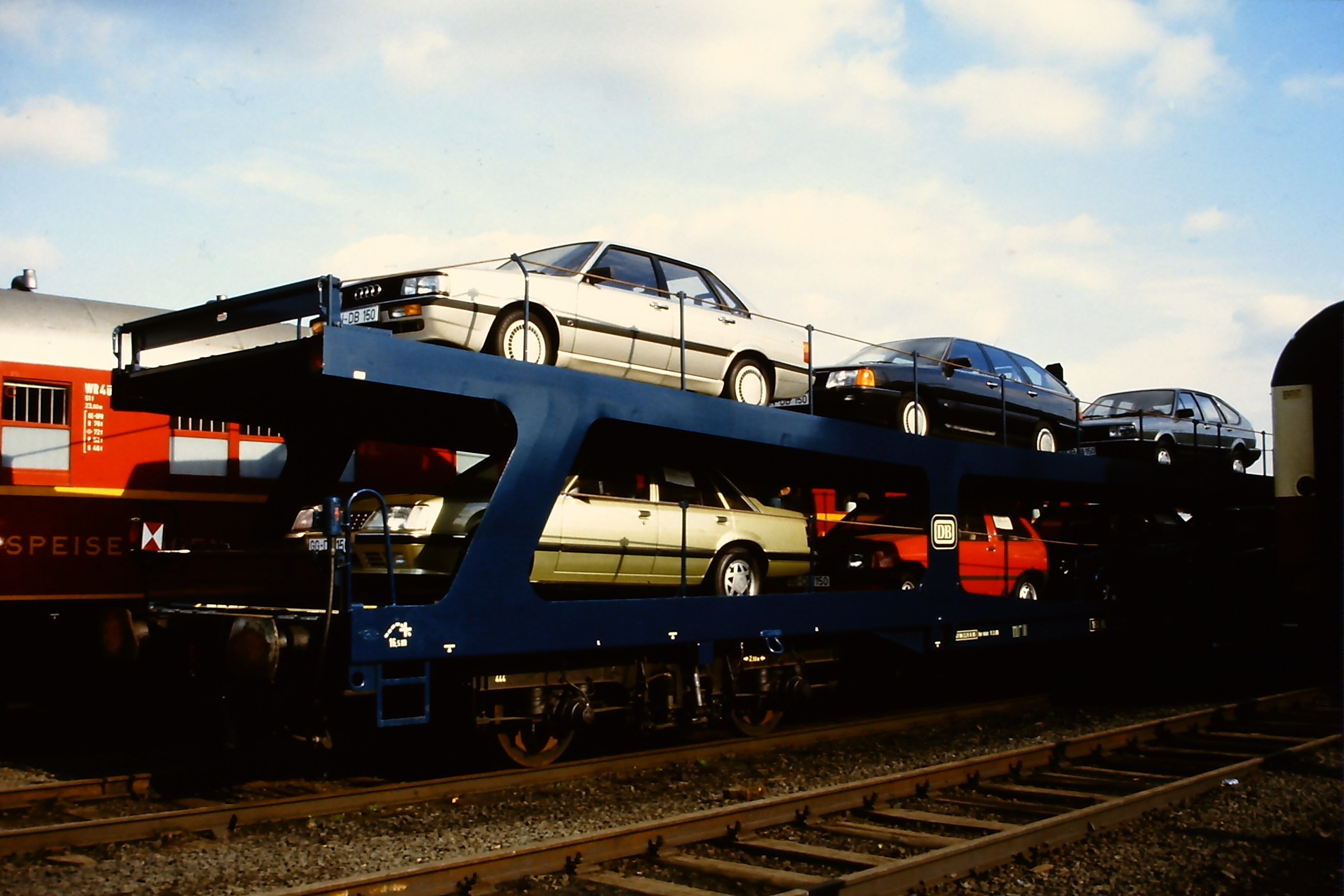
Autotransportwagen DDm^{915} (1985)

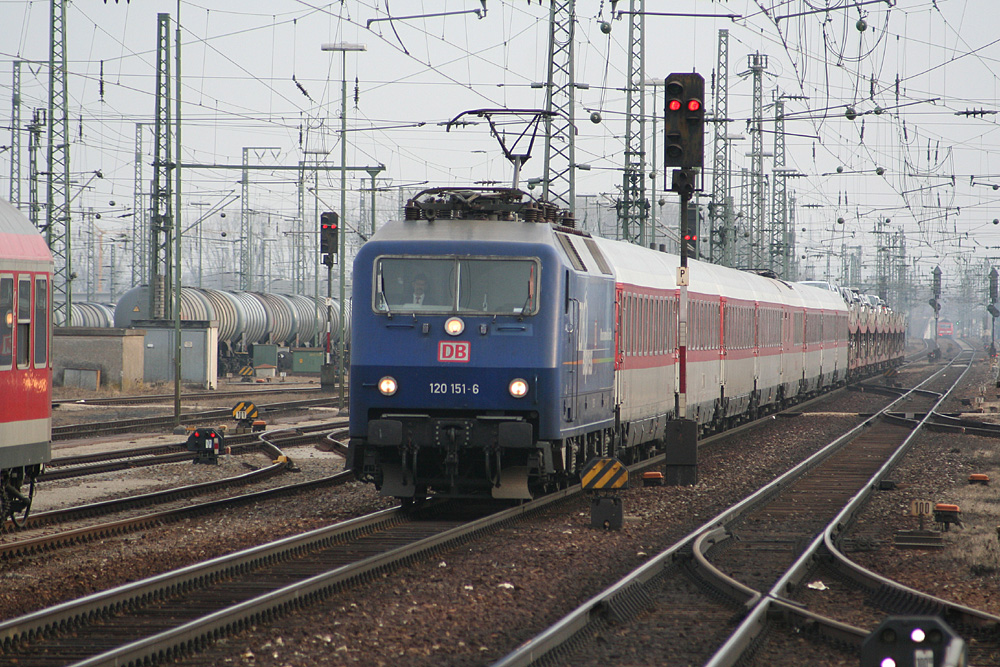
Ein DB Autozug von München nach Dortmund in Ingolstadt (2006)

Logo der DB Autozug im Jahr 2011

### Deutsche Reichsbahn 1930–1945
In Deutschland wurden Autoreisezüge zum 1. April 1930 als Auto-Gepäck-Verkehr von der Deutschen Reichsbahn eingeführt. Dabei wurde das Auto aufgegeben und in einem separaten Zug auf herkömmlichen Flachwagen oder Rungenwagen zum Zielbahnhof befördert. In den 1940er Jahren wurden Pläne für doppelstöckige, geschlossene Autotransportwagen entwickelt, die durch die Umstände des fortgeschrittenen Zweiten Weltkrieges nicht mehr umgesetzt wurden. Die Idee an sich war jedoch bereits deutlich älter. Bereits zu Beginn des Eisenbahnzeitalters gab es Ideen, Kutschen direkt auf Bahnwaggons zu verladen, um das Umsteigen am Bahnhof einzusparen; eine Idee, die sich aber nicht durchsetzte.

### Deutsche Staatsbahnen 1949–1990
1956 griff die damalige Deutsche Bundesbahn das Konzept des Autoreisezuges auf und baute dazu spezielle, doppelstöckige, geschlossene Autotransportwagen der Bauart DPw4ümg-56. Diese waren mit einer exzentrischen Drehscheibe ausgestattet und ließen sich im Prinzip an jeder Laderampe mit acht Autos beladen. Am 25. Juni 1956 wurde die erste ARZ-Verbindung „Auto im Reisezug“ zwischen Hamburg und Chiasso angeboten und viermal pro Woche bedient. 1956 wurden dabei 930 Autos befördert.
Ab 1961 wurden offene doppelstöckige Autoverladewagen des Typs Offehss 68 (später Laeqrss 545, dreiachsige Doppelwagen) und ab 1969 vierachsige des Typs DDm915 gebaut, die über Stirnrampen beladen werden. Zwischen den Wagen sind Überfahrbrücken vorhanden. Bis 1973 wurde die Zahl der Autozugrelationen auf 163 Verbindungen gesteigert. Im Jahr der ersten Ölkrise (1973) wurde mit 185.500 transportierten Fahrzeugen ein Höchstwert erreicht. Historischer Beförderungstarif von 1963, Strecke Düsseldorf–Villach, einfache Strecke: VW Käfer 158 DM, Opel Kapitän 181 DM (heute kaufkraftbereinigt rund 406 bzw. 465 Euro).
Das Autozug-Angebot der Deutschen Bundesbahn umfasste 1988 insgesamt 2.929 Autozüge sowie 484 Schnellzüge mit Autobeförderung. Damit wurden 93 Verbindungen bedient, davon 26 innerdeutsch (einschließlich Berlin) und 61 international. Dazu wurden 19 Verladestellen im Bereich der DB und eine Station in Berlin betrieben. Im Ausland wurden 18 Zielbahnhöfe angefahren. 1987 nutzten rund 397.000 Reisende mit etwa 145.000 Pkw und Motorrädern das Angebot. Damit wurden die Grenzkosten knapp gedeckt. So wie andere Züge des Fernverkehrs trugen auch Autozüge Namen, zum Beispiel AZ 1306/07 „Schwarzwald“, AZ 1316/17 „Timm Kröger“, AZ 1358/59 „Brandenburger Tor“ oder AZ 1384/85 „Autotraum“.
Auch die Deutsche Reichsbahn hatte Autoreisezüge im Angebot. Bekannt war die internationale Verbindung Dresden-Neustadt–Budapest Keleti pu.

### Deutsche Bahn 1990–2016
In den 1990er Jahren wurden noch Verbindungen nach Griechenland und in die Türkei angeboten, beispielsweise 1994 der AE 13193 von Köln-Deutz (tief) nach Istanbul (Fahrzeit 48h 50min), der AE 13273 von Berlin-Wannsee nach Istanbul (Fahrzeit 50h 48min) und der AE 13291 „Optima-Express Chalkidiki“ von München Ost nach Thessaloniki (Fahrzeit 52h 30min).
Von 1996 bis 2013 betrieb die Deutsche Bahn die Züge unter der Bezeichnung Autozug und verwendete dafür neben Liegewagen die Doppelstockschlafwagen der Bauarten 171.X und 172.X sowie Schlafwagen der Bauart 173.1. Fast alle internationalen Autozug-Verbindungen der DB verfügten über einen Speisewagen. In den Jahren 2007 und 2008 hat die Bahn in Deutschland ihr Angebot an Verbindungen sehr stark ausgedünnt. 2009 wurden nochmals weitere Verbindungen aufgegeben. Im September 2013 wurde die DBAutoZug GmbH, Dortmund, mit der DB Fernverkehr AG, Frankfurt am Main, verschmolzen. Ab dem Sommerfahrplan 2014 wurden im innerdeutschen Verkehr nur noch die Strecken Hamburg–Hildesheim–München und Hamburg–Hildesheim–Lörrach betrieben. Von diesen zwei Verbindungen abgesehen waren Autozugreisen mit der Deutschen Bahn bis zur kompletten Einstellung nur noch zu internationalen Zielen möglich.
Historische Tarifbeispiele für die Nutzung der Autoreisezüge: Tarifbeispiel 2008 Düsseldorf–Villach (ca. 930 km), einfache Strecke: Standard-PKW von 9 Euro (Anhang: Besonderes Preisangebot „Schnellbucher-Fahrzeugmitnahme für 9,00 Euro“) bis 264 Euro
Im Juli 2014 kündigte die Deutsche Bahn an, das Autoreisezugangebot bis 2017 einzustellen. Das Angebot war zuletzt unrentabel; auf einen Euro Umsatz kamen im Jahr 2013 rund 1,40 Euro Kosten im Autoreiseverkehr. Die Auslastung der Züge lag in den letzten Jahren in der Hochsaison bei knapp über 60 Prozent, in den restlichen Monaten bei rund 30 Prozent. Am 29. Oktober 2016 bewegte die Deutsche Bahn zum letzten Mal einen Autoreisezug. Am 29. Oktober 2016 beendete die Deutsche Bahn nach Jahrzehnten des Betriebes ihr Engagement im Bereich Autoreisezüge.

### Andere Anbieter
Im Jahr 2017 kamen saisonale Autoreisezüge der Euro-Express Sonderzüge GmbH & Co. KG, die in den Sommermonaten zwischen Düsseldorf Hbf und Verona sowie zwischen Düsseldorf Hbf und Livorno (ab Juli 2017) fuhren, hinzu. Diese Züge verkehrten in enger Kooperation mit dem niederländischen Unternehmen Treinreiswinkel (dt.: Bahnreiseladen), die Züge ab Düsseldorf stellten für die Niederländer einen vollwertigen Ersatz für die 2015 eingestellten niederländischen Autoreisezüge dar. Diese Autoreisezüge wurden jedoch bereits Ende 2017 wieder eingestellt.

## Autoreisezüge von und nach Österreich
In Österreich aktiv sind drei Automitnahme-Anbieter: die ÖBB aus Wien mit dem ÖBB Nightjet (NJ) sowie die deutschen Unternehmen train4you aus Köln mit dem Urlaubs-Express (UEX) sowie Optima Tours GmbH aus München mit dem Optima Express.

### ÖBB Nightjet
Innerhalb Österreichs sowie nach Kroatien bieten die ÖBB Automitnahmeverbindungen auf einzelnen Routen an, die alle in Kombinationen mit den ÖBB Nightjets (EuroNight-Züge) des Unternehmens laufen. Mit Stand 2024 sind dies die Relationen:
- Graz–Feldkirch (täglich)
- Villach–Feldkirch (täglich)
- Wien–Feldkirch (täglich)
- Wien–Split (3× wöchentlich, Mai–Oktober)

Die Automitnahmeverbindungen von Wien nach Verona (bis 2018), Hamburg und Düsseldorf (bis 2021) und Livorno (bis 2022) sowie von Innsbruck nach Hamburg (bis 2023) wurden hingegen ersatzlos eingestellt.

### Train4you Urlaubs-Express
Der Urlaubs-Express des Unternehmens train4you verkehrt mit Stand 2023 auch zwischen Deutschland und Österreich auf folgenden Routen. Die Bedienung von Villach wurde eingestellt.
- Innsbruck–Hamburg-Altona (saisonal, Sommer)
- Innsbruck–Düsseldorf (saisonal, Sommer)

### Optima Express
Der Optima Express des Münchener Unternehmens Optima Tours verkehrt in der Tradition des von der Bundesbahn betriebenen „Optima-Express“ aus den 1980er und 1990er Jahren. Die Züge verkehren zwischen Österreich und der Türkei:
- Villach–Edirne, Türkei (saisonal, von April bis November)

## Autoreisezüge im sonstigen Europa
Die Zahl der Autoreisezüge in Europa hat sich in den letzten Jahren aus verschiedenen Gründen reduziert:
- Mit der Privatisierung von Eisenbahngesellschaften geht eine Konzentration auf «Kerngeschäfte» einher, wozu die Autoreisezüge meist nicht gezählt werden.
- Autoreisezüge weisen oft nur eine saisonale Nachfrage auf, wodurch ein wirtschaftlicher Rollmaterialeinsatz erschwert wird.
- Das Geschäft der Autoreisezüge ist eng mit den Nachtzügen verbunden, die von den Eisenbahnunternehmen eingestellt wurden, in der Hoffnung, Reisende würden stattdessen die neuen schnellen Tagesverbindungen nutzen.

### Angebote in Europa 2019
Das dichteste Netz von Autoreisezügen besteht auch im Jahr 2019 in Europa. Neben den Autoreisezügen von und nach Österreich und / oder Deutschland gibt es in Europa noch:
- Österreich: Es existieren Terminals in Wels Hbf sowie Wien Hbf, welche primär durch den Nightjet der ÖBB genützt werden.

- Finnland: In Finnland verkehrt der CarTrain immer zwischen Zielen im Süden und dem Norden Finnlands
  - Helsinki–Rovaniemi
  - Helsinki–Kolari
  - Helsinki–Oulu
  - Helsinki–Kemijärvi
  - Tampere–Kolari
  - Tampere–Rovaniemi
  - Turku–Rovaniemi

- Griechenland: In Griechenland verkehren zwei Autoreisezüge, einer national und einer international nach Serbien durch Mazedonien
  - Athen–Thessaloniki (täglich)
  - Thessaloniki–Belgrad Topčider (geplant, unsicher, täglich im Sommer)

- Italien (siehe Deutschland und Österreich für Verbindungen von und nach Italien)

- Kroatien: Autoreisezüge für bis zu 155 cm hohe Fahrzeuge verkehren innerhalb Kroatiens als Hostel on Wheels von und nach
  - Zagreb–Split

- Montenegro Alle Autoreisezüge in Montenegro sind international, von Montenegro nach Serbien und umgekehrt. Die Züge verkehren täglich, im Sommer auch 2× je Tag und Richtung
  - Bar–Belgrad Topčider

- Serbien: Alle Autoreisezüge in Serbien sind international, von Serbien nach Montenegro und Griechenland und umgekehrt
  - Belgrad Topčider–Bar (täglich, im Sommer auch 2× je Tag)
  - Belgrad Topčider–Thessaloniki (geplant, unsicher, im Sommer täglich)

- Tschechien / Slowakei: Alle Autoreisezüge in Tschechien und der Slowakei sind international, von Tschechien in die Slowakei und umgekehrt. Die Autovlak verkehren von und nach:
  - Prag–Poprad
  - Prag–Košice
  - Prag–Humenné

- Türkei (siehe Österreich für Verbindungen von und in die Türkei)

### Ehemalige Angebote in Europa
- Belgien: auto-train Betrieb 2003 eingestellt
- Frankreich: Der Autozug Paris–Nizza fährt seit dem 15. Dezember 2019 nicht mehr, die französische Staatsbahn SNCF hat die Verbindung eingestellt.[19]
- Griechenland: Agenturbetrieb
- Großbritannien: Motorail (Betrieb von 1955 bis 2005)
- Italien: Viaggiare con auto al seguito (auch: Travelling with car on board) bis 2011
- Niederlande: Motorail/Autotrein derzeit eingestellt
- Schweiz: Autoreisezug  (SBB-Angebote eingestellt)

## Autoreisezüge außerhalb Europas
Auf anderen Kontinenten als Europa gibt es folgende bekannte Angebote im Jahr 2024:
- Australien: Motorail, Autoreisezüge auf drei Achsen: Indian Pacific, The Ghan, The Overland
- USA: der sogenannte Auto Train zwischen Washington DC und Orlando, Florida (siehe Weblinks)
- Die Saudi Arabia Railways betreiben Autoreisezüge zwischen Riad und al-Qurayyat.[20]

## Terminals
Die Bahnhöfe, auf denen Verlademöglichkeiten für die Autoreisezüge bereitgehalten werden, heißen Terminalbahnhof oder Terminal.

### Deutschland

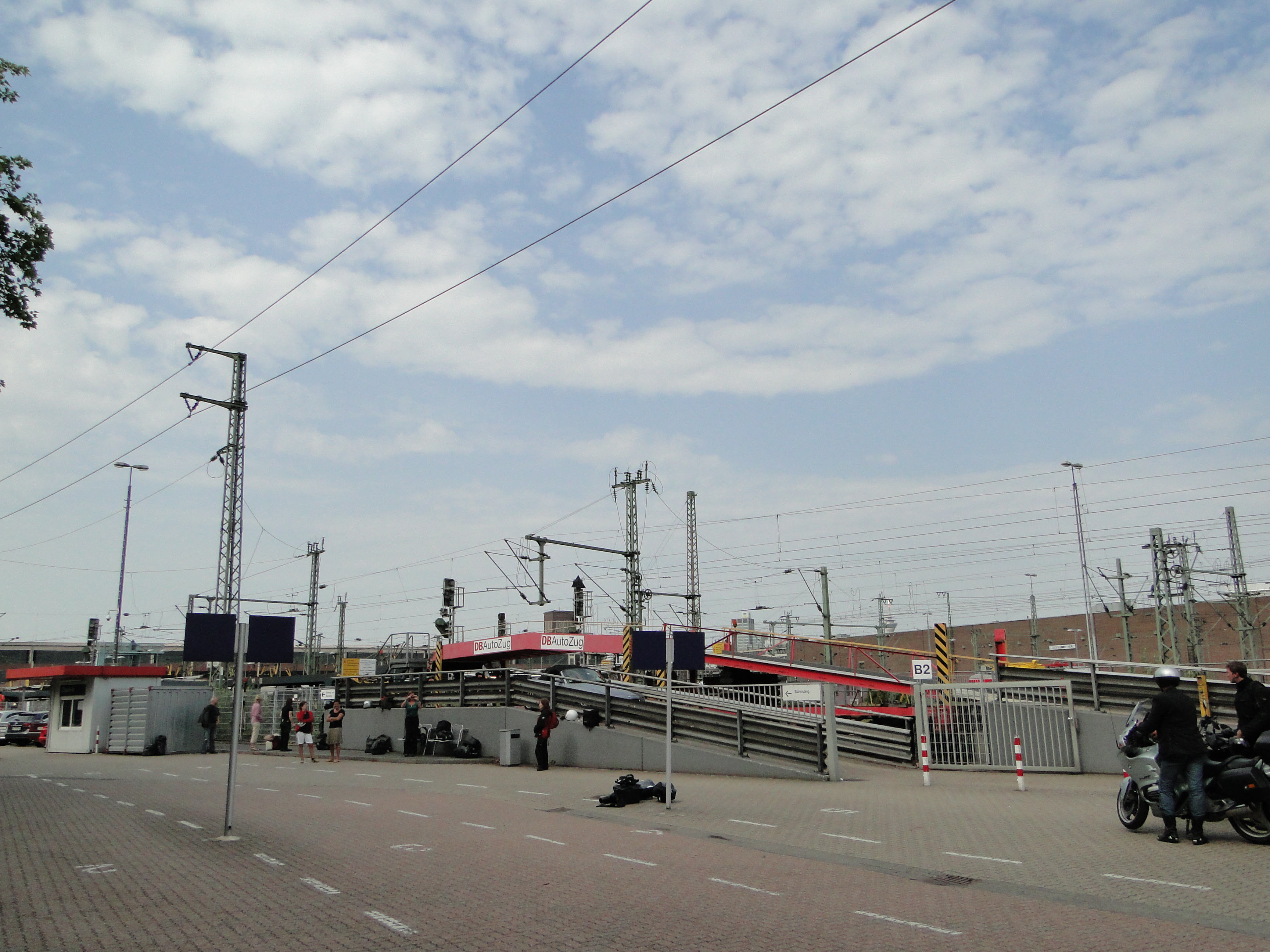
Autozug-Terminal in Düsseldorf Hbf

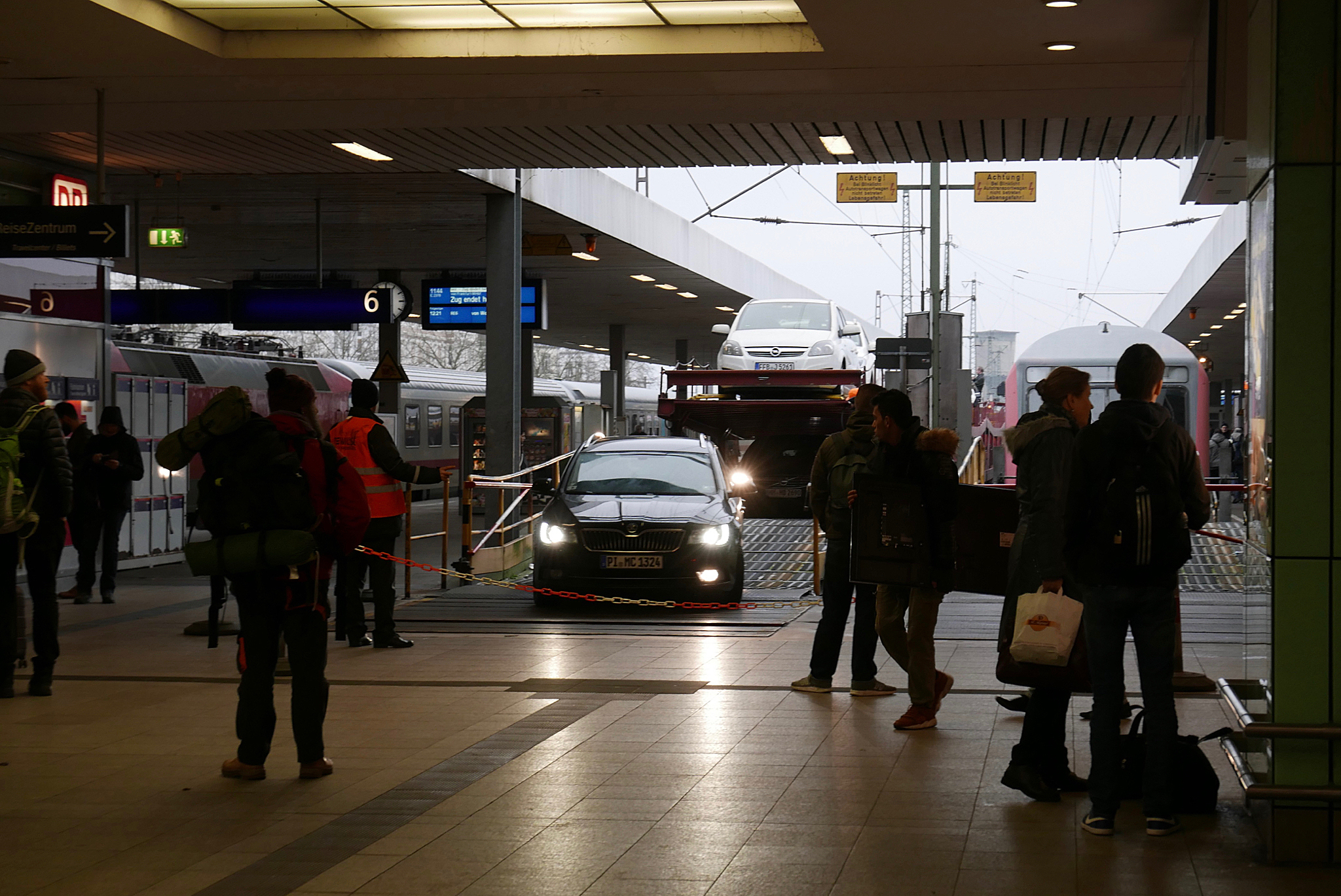
In Hamburg-Altona befinden sich die Verladegleise für Autoreisezüge auf den Passagier-Bahnsteigen

DB InfraGO betreibt mit Stand 2025 nationale Terminals in folgenden Bahnhöfen:
- Düsseldorf Hbf
- Hamburg-Altona
- Lörrach
- München-Süd[21]

Nicht mehr in Betrieb sind die ehemaligen Terminals an den Bahnhöfen Berlin-Wannsee, Bremen Hbf, Dresden-Neustadt, Hildesheim, Karlsruhe-Durlach, Kornwestheim, München-Ost, Neu-Isenburg sowie Sonthofen. 

### Österreich
Die ÖBB betreiben mit Stand 2025 nationale Terminals in folgenden Bahnhöfen:
- Feldkirch
- Graz Hbf
- Innsbruck Hbf
- Villach Hbf
- Wien Hbf

In Österreich gab es zuvor ein weiteres Terminal in Schwarzach-St. Veit, das ebenfalls stillgelegt wurde.

### Sonstiges Europa
Weitere Terminals (Auswahl), die in Europa betrieben werden:
- Paris-Bercy (Nord-Frankreich)
- Fréjus (St. Raphaël),  Marseille, Nantes, Nizza, Toulon, Avignon, Perpignan (Süd-Frankreich)
- Livorno und Verona (Italien)
- Zagreb und Split (Kroatien)
- siehe außerdem die Weblinks mit den angebotenen Karten der Autoverladestationen